# Ian Fraser
Ian Fraser es un deportista británico que compitió en vela en la clase Tornado.
Ganó dos medallas en el Campeonato Mundial de Tornado, en los años 1971 y 1972, y tres medallas en el Campeonato Europeo de Tornado entre los años 1972 y 1974.

## Palmarés internacional
| Campeonato Mundial | Campeonato Mundial       | Campeonato Mundial | Campeonato Mundial |
| Año                | Lugar                    | Medalla            | Clase              |
| ------------------ | ------------------------ | ------------------ | ------------------ |
| 1971               | Weymouth (Reino Unido)   | Medalla de oro     | Tornado            |
| 1972               | Travemünde (RFA)         | Medalla de bronce  | Tornado            |
| Campeonato Europeo |                          |                    |                    |
| Año                | Lugar                    | Medalla            | Clase              |
| 1972               | Whitstable (Reino Unido) | Medalla de oro     | Tornado            |
| 1973               | Torbole (Italia)         | Medalla de bronce  | Tornado            |
| 1974               | Medemblik (Países Bajos) | Medalla de oro     | Tornado            |